# ويليام هاريل فيلتون
ويليام هاريل فيلتون هو سياسي أمريكي، ولد في 19 يونيو 1823 في ليكسينغتون في الولايات المتحدة، وتوفي في 24 سبتمبر 1909 في كارترزفيل في الولايات المتحدة. نشط حزبياً في الحزب الديمقراطي. وقد انتخب عضو مجلس نواب جورجيا ‏ وانتخب عضو مجلس النواب الأمريكي ‏.